# لبدة الكبرى
لبدة الكبرى مدينة من مدن الشمال الأفريقي الكبرى السابقة، وتقع على الساحل المتوسطي عند مصب وادي لبده الذي يكون مرفأ طبيعيا على بعد 3 كيلومترات شرقي مدينة الخمس، التي تبعد 120 كم شرق مدينة طرابلس عاصمة ليبيا، المدينة كانت من أبرز مدن الشمال الإفريقي في عصر الإمبراطورية الرومانية.
المدينة صنفتها اليونسكو ضمن قائمة مواقع التراث العالمي في ليبيا وذلك منذ العام 1982.

## تأسيس المدينة

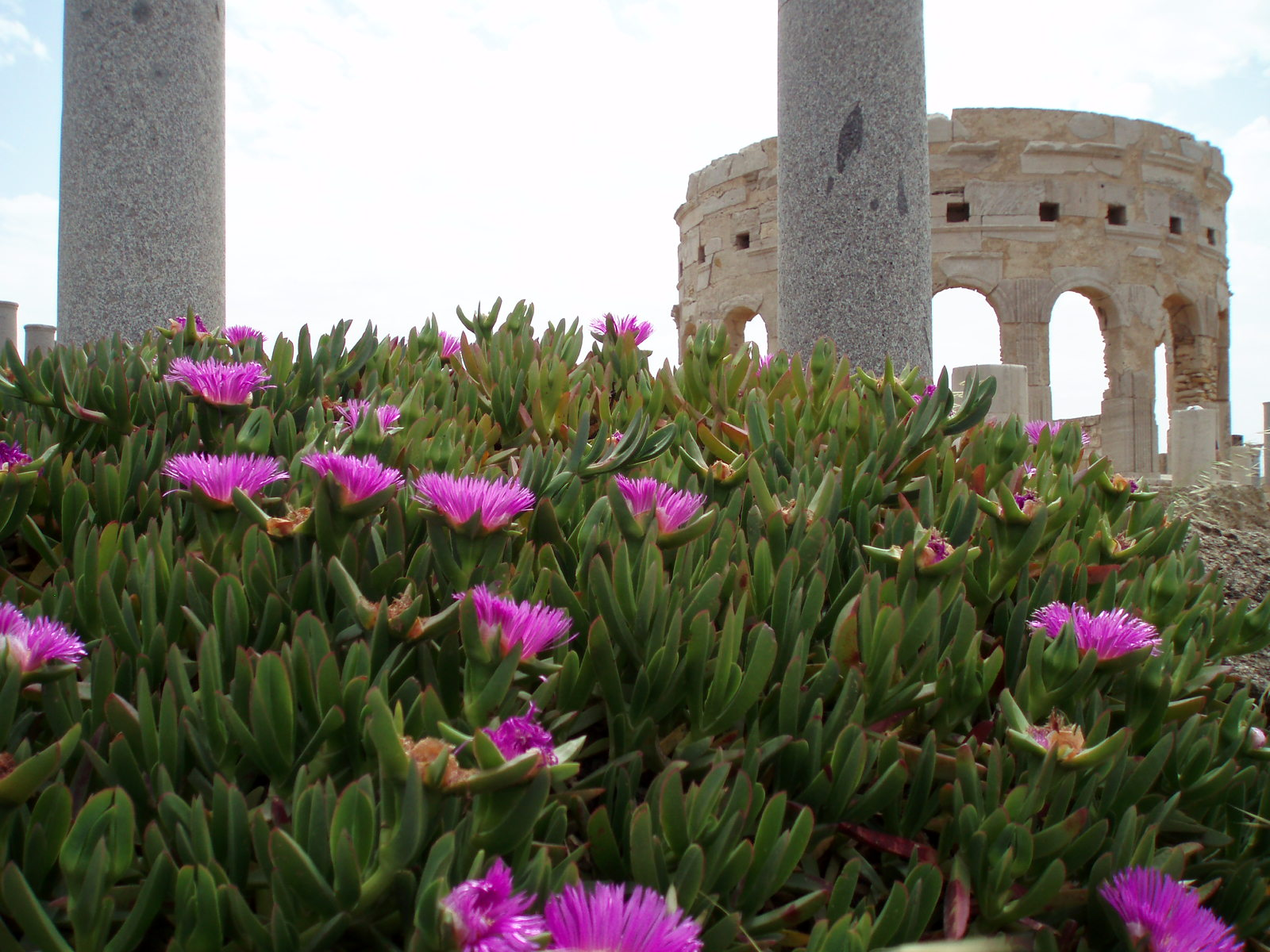

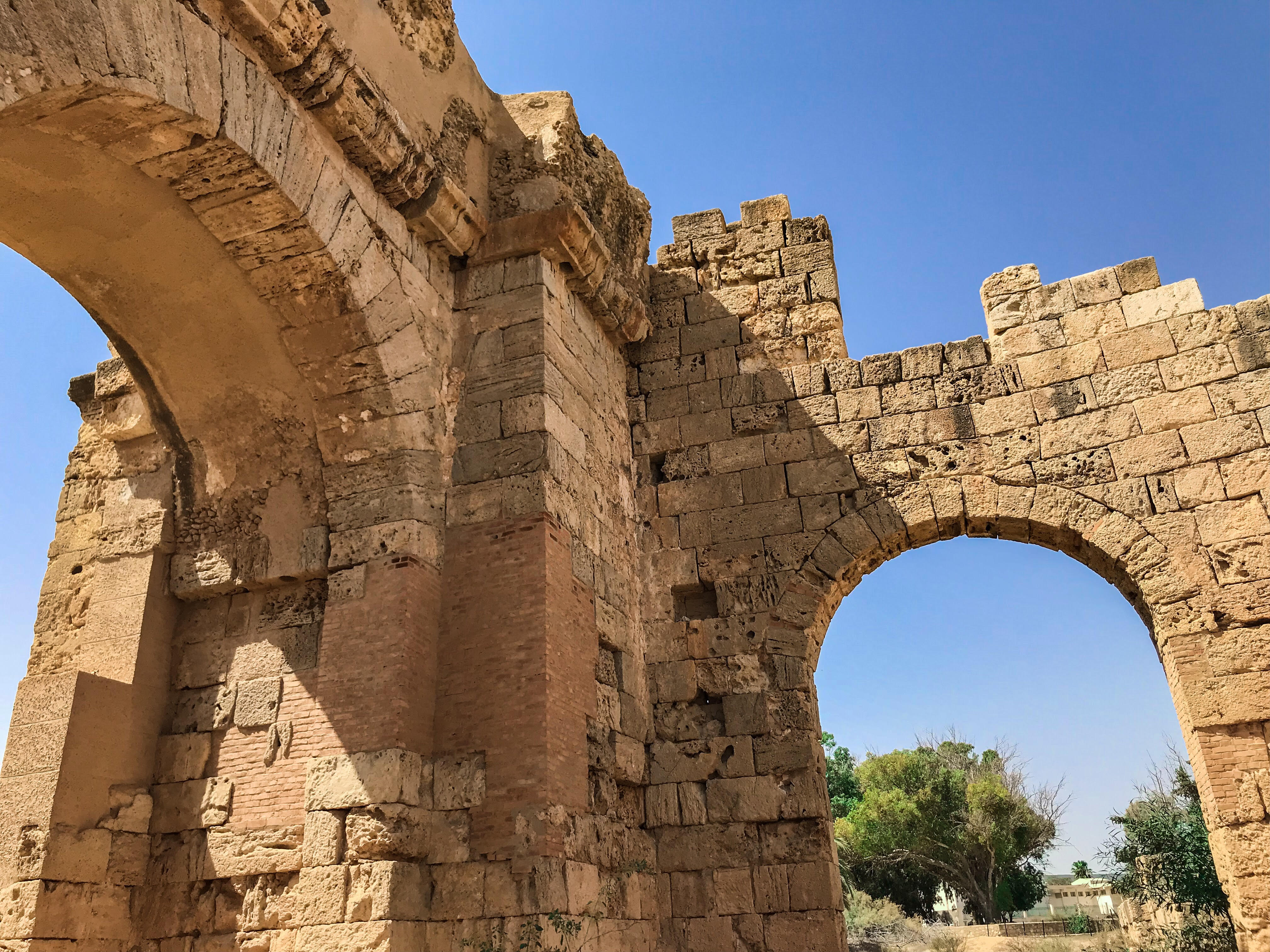
صورة من مدينة لبدة الأثرية

قوس سبتيموس سفيروس في مدخل مدينة لبدة الكبرى

كانت منطقة لبدة موطنا لجماعات بشرية في عصور ما قبل التاريخ كما تدل على ذلك بعض حجارة وجدت على ضفاف وادي الرملة، وقد ظهرت مدينة لبده كمرفأ طبيعي يلجأ إليه البحارة والتجار الكنعانيون (الفينيقيون) أثناء رحلاتهم التجارية النشطة في المتوسط.
الفينيقيون أسسوا مدينة لبتيس ماغنا (لبدة) «واسمها الصحيح لفقي» في نهاية القرن السابع قبل الميلاد، سميت باللاتيني «لبكيس». وهذا التاريخ يقرب من تاريخ إنشاء قرطاجنة (قرطاج). وكان المؤسسون أهالي مدينة صور الفينيقية من عبدة الإله ملك عشتارت وإله الكون أرص ـ ومن هذه الكلمة الأخيرة خرجت كلمة «أرض» ـ، وهي نفس عبادات صور، ولم يكن هذان الإلهان يُعبدان من قبل في ليبيا. حتى في المدن الليبية الأخرى مثل أويا وصبراتة، لم يكن الأهالي يعبدون هذين الإلهين وهذا يدل على أن صوريي لبدة حملوا من مدينة صور ألهتهم التي لم تكن تعبد حتى في لبدة الكبرى.
وسرعان ما نما ذلك المرفأ التجاري ليصبح أحد أحواض البحر المتوسط المهمة حيث احتوى لاحقا على منارة لبدة التي أنشأها الإمبراطور الروماني سبتيموس سيفيروس حوالي العام 200 قبل الميلاد.
والآن لبدة تعد من أجمل المناطق الأثرية في منطقة البحر المتوسط، كما أنها من أكبر بقايا المدن الرومانية في العالم.

## اصل التسمية
كانت المدينة معروفة عند القرطاجيين باسم «لبكي»، وقد حرفها اليونانيون إلى «لبشس». وبقيت هذه الكلمة مستعملة إلى القرن الثالث ق م، ثم حرفت في اللغة اليونانية من «لبشس» إلى «لبتس» لسهولة النطق في اللغة اليونانية بكلمة «لبتس» عن «لبشس». وبما أن «لبتس» اسم لمدينة في «بيزاشينا» خافوا أن يحصل التباس بين المدينتين، فأضافوا إلى لبتس الأفريقية كلمة «مانيا»، فصارت «لبتس مانيا» ومعناها لبدة العظمى ، أو لبدة الكبرى.وان ال أبو لبدة من عهد اليونان وهم ينتمون الي الإمبراطور الروماني ومنهم من يعيش في إسرائيل وفي رومانيا وفي اليونان باسم لفادا أي بولبدة ويوجد كثير من هذة العائلة لا تعرف بعضها ولا يوجد أي صلة قرابة.

## تأريخ المدينة
استطاع الفينيقيون أن يعمروا البلاد بسرعة نظرا لخصوبة أرضها، واعتدال مناخها وصلاحيته للسكنى، ولأن لها ميناء مأمونا وصالحا للملاحة ولوقوعها على نهر عين كعام، الذي يقع شرقيها بقليل. ومما زاد في سرعة عمرانها العلاقات الطيبة التي نشأت بين السكان والفينيقيين نتيجة لحسن معاملتهم لهم. وذكر هيرودوت واقعة كبيرة عند مصب «كنبس» وادي كعام. وقد اعتراها الانحطاط في أواخر القرن السادس ق م. وفي هذا الوقت حاولت مجموعة من الإغريق بقيادة الأمير الإسبرطي دوريوس.، كون الإغريق آنذاك تركزو أساسا في برقة، أن تنشيء مستعمرة عند مصب نهر «كنبس» نهر عين كعام، منتهزة ما اعترى لبدة من التأخر وانحطاط، وقد تم لها ما أرادت.
خاف القرطاجنيين تسرب النفوذ الإغريقي غربي سرت فلم يلبثوا أن هاجموها وخربوا مستعمرتها وطردوا الإغريق واستولوا على لبدة وما حولها، وأعادوا إليها ما فقدت من عمرانها وحضاراتها، وتوطد ملك القرطاجنيين فيما بين السرت الكبير والسرت الصغير، وأطلق على هذه المنطقة اسم «أمبوريا»، وصارت جزءا من أملاك قرطاجة، وبقيت لبدة المركز الرئيسي للمنطقة فيما بين السرتين، وتتمتع باستقلال داخلي، وبقيت تحت حكم القرطاجنيين إلى أوائل القرن الثاني قبل الميلاد.

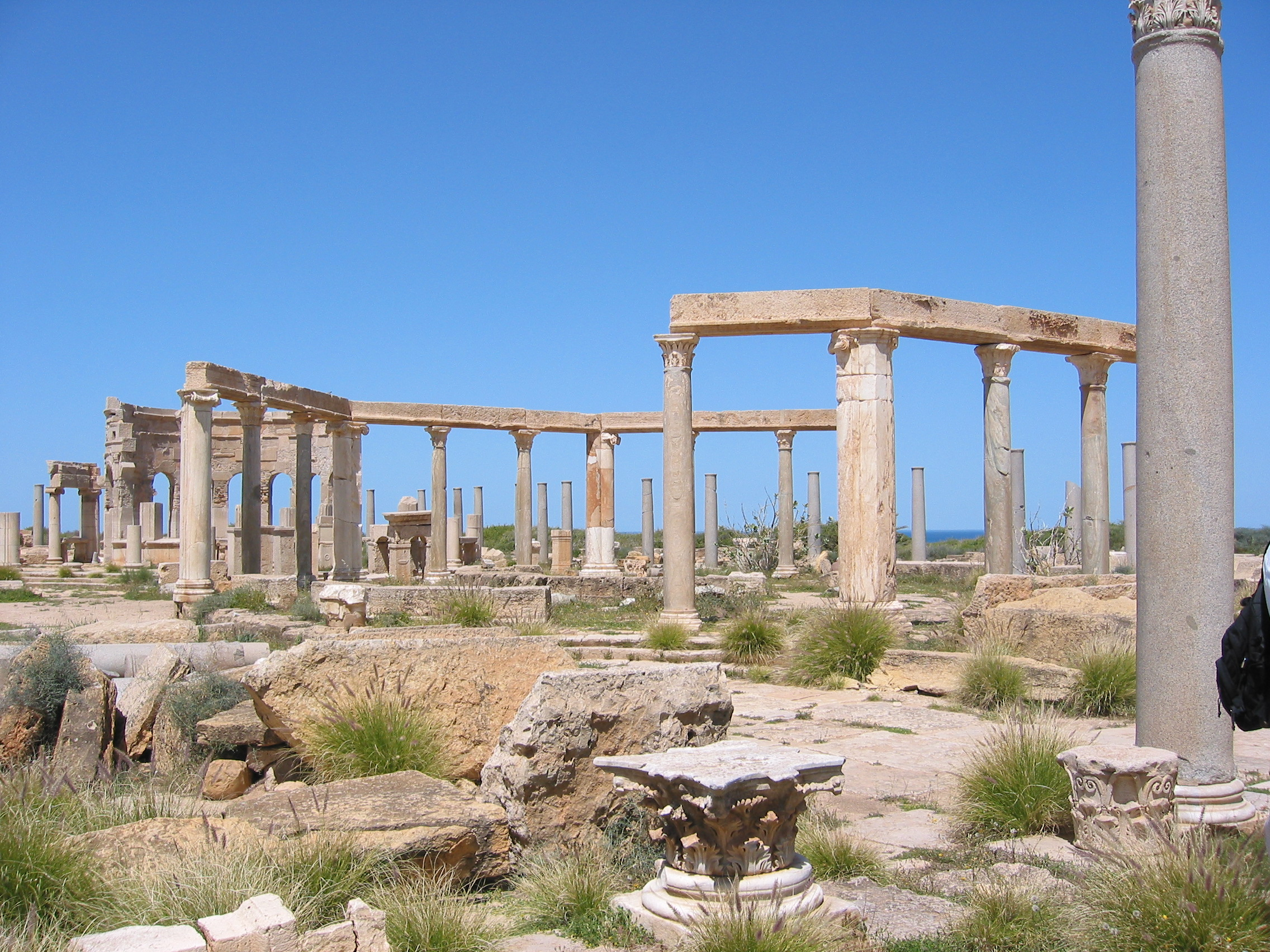
مركز السوق في المدينة.

في أوائل القرن الثاني قبل الميلاد أصبحت تابعة للنوميديين في الفترة ما بين الحربين القرطاجنتين الثانية سنة 218، والثالثة سنة 149 ق م. وكانت تبعيتها للنوميديين شكلية؛ لأنها كانت مقصورة على دفع الجزية. وفي سنة 111 ق م، أرسلت وفدا إلى روما طالبة صداقتها والتحالف معها للتخلص من حكم النوميديين، وفي سنة 107 ق م أمدتها روما بأربع كتائب من الجنود لمحاربة النوميديين. ويظهر أنها لم يمكنها التغلب عليهم، وبقيت تحت سيادتهم الاسمية متمتعة باستقلالها الداخلي إلى أن احتلها الروم سنة 42 ق م، وانتهى حكم النوميديين.
وبدخول لبدة تحت الروم صارت جزءا من أفريقية الرومانية، هذا بالنسبة للسواحل، أما الدواخل فبقيت تحت سلطة حاكم من نوميديا حتى أوائل القرن الثالث م، حيث أقيم خط دفاع ضد سكان الجنوب وسموه «ليمس تريبوليتانوس». وقد تعرضت لبدة لغارات الجرمنتيين فيما بين سنتي 24 و 17 ق م، واستعانوا بقبائل أخرى من الجنوب، وذلك بسبب نزاع قام بينها وبين أويا «طرابلس الآن» بسبب اختطاف الماشية، والتعدي على بعض الأشخاص، فاستنجدت «أويا» بالجرمنتيين وبعض قبائل الجنوب، فخفوا لنجدتها، وهاجموا لبدة فتغلبوا عليها وخربوا ضواحيها، واضطر السكان إلى الاحتماء بأسوار المدينة حتى أدركهم «فاليريوفيستو» بجيشه وطرد الجرمنتيين، واعاد إلى المدينة طمأنينتها وما فقدته من أهمية كانت تتمتع بها كمحطة للقوافل، التي كانت تصل ساحل البحر المتوسط بالجنوب والسودان.
وفي سنة 146م، ظهر في لبدة «ستيميو سيفير» وهو من إحدى الأسر الكريمة فيها، فتولى عرشها وعنى بشؤونها، ونشر فيها العلم والأمن، وأمعن في مطاردة المعتدين عليها من قبائل الجنوب حتى اقصاهم عنها، وعني برقيها الداخلي، فوفر لها سبل الحياة الصالحة بما أنشأ فيها من وسائل العمران والتقدم. وتقديرا لأعمال هذا الرجل المصلح واعترافا بإخلاصه أطلق السكان على أنفسهم اسم «الستيميين» تيمنا باسم ستيميو، واشتهروا بذلك.

## الإمبراطورسيبتيموس سيفيروس
في القرن الثالث الميلادي، زمن الإمبراطور سيبتيموس سيفيروس Septimius Severus ، من سنة 193 إلى 211م، وزمن ألكسندر سيفيروس من سنة 222 إلى سنة 235م، بلغت لبدة مبلغا عظيما في الحضارة والتقدم العمراني، وفي هذا العصر كان سكانها خليطا من الليبيين والقرطاجنيين والروم والإغريق، وبلغ عددهم ثمانين ألفا. وكانت أويا «طرابلس» في هذا العهد لم تبلغ شؤوا يمكنها من مزاحمة لبدة في النفوذ والسلطان. وفي القرن الرابع أصدر دقيانوس أمره بإعطاء أويا لقب ولاية، وكانت لبدة لها الصدارة، فأخذت أويا تزاحمها في صدراتها ومكانتها. وفيما بين سنتي 363، 366 من القرن الرابع م، اعتدى الاستريانون على ولاية لبدة فألحقوا بها أضرارا بالغة، وخصوصا بالمدينة حتى ساءت أحوالها وأخذت في الانحطاط حتى طمع فيها الوندال. وفي سنة 455 م، احتلها الوندال وقاموا بخرابها، لم يعنوا بها وتركوها للفوضى، وامتدت إليها يد النهب والسلب من القبائل البربرية المقيمة في المدينة وحولها، وأكبرها قبيلة لواتة. وفي هذه الفترة أصيبت بفيضان كبير من وادي عين كعام فحطم الجسور والأسوار، وكان له أسوأ الأثر في شل الأيدي العاملة، وتسرب اليأس إلى النفوس من القدرة على الإصلاح. فأهمل شأنها، وزحفت الرمال عليها، ودبت روح التمرد في القبائل القاطنة حولها. ولم تأت سنة 533م حتى حولت هذه القبائل الفوضوية المدينة إلى خراب، وطمع البيزنطيون في احتلالها.
وفي سنة 533 م. احتل البيزنطيون لبدة، وكان احتلالهم لها بداية عهد جديد لعمرانها واسترداد بعض ما فقدت من حضارتها واتخذت مقرا للحاكم العسكري، وقد أصلح جوستنيان كثيرا مما امتدت إليه أيدي الفساد في العهد الذي قبله. وأدخل عليها الروم من فنون العمارة والزخرفة ما زاد في ضخامتها وجمالها.

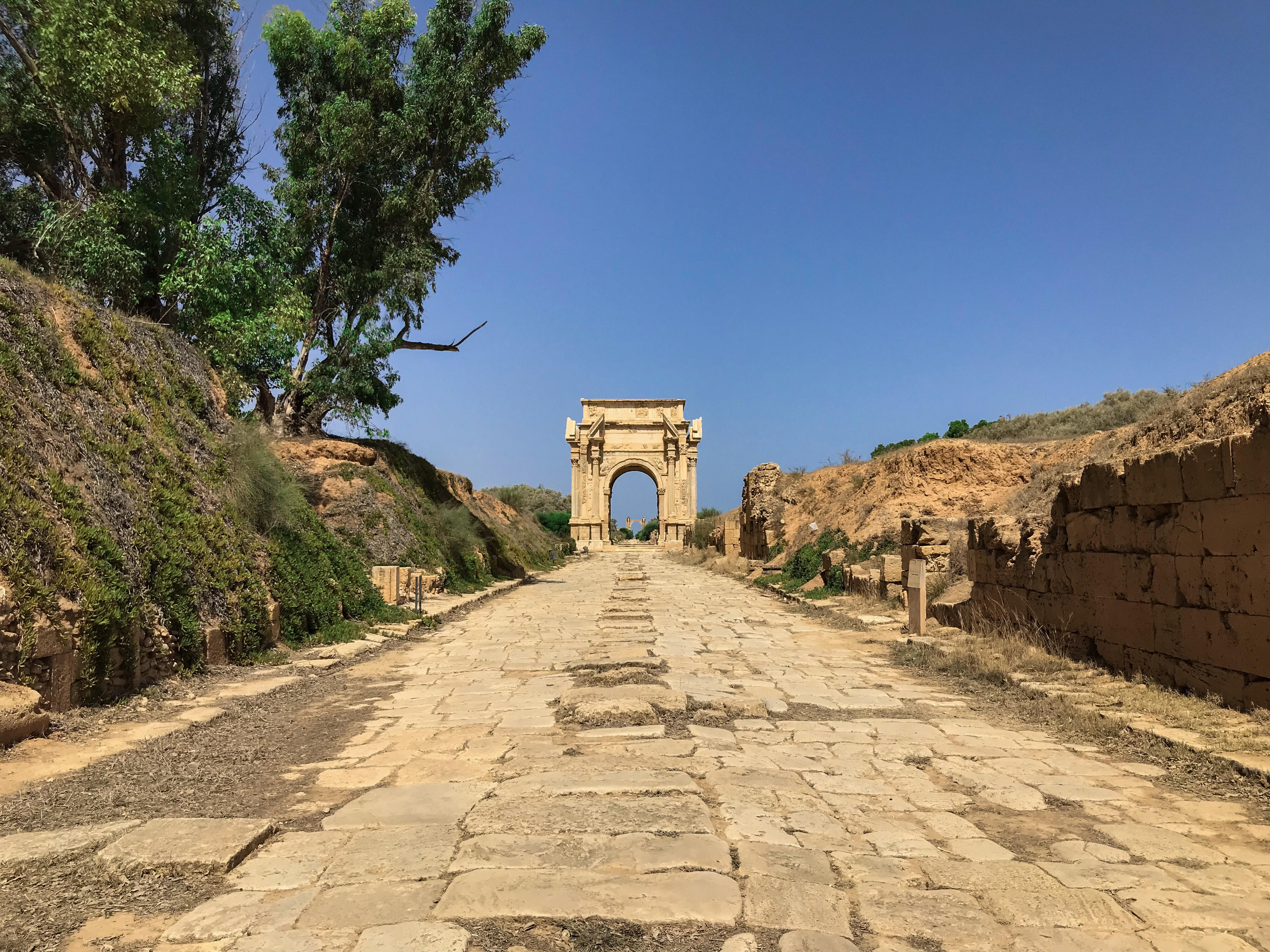

وبعد جوستنيان أخذت البلاد في الانحطاط، والسير إلى الخراب بخطى واسعة. وفي سنة 643م، وصلت إليها طلائع العرب الأولى للفتح الإسلامي، فلم تجد في لبدة من العمران إلا بقايا من قصورها العظيمة ودورها الفخمة، وإلا بقايا من السكان خليطا من أجناس متعددة يعيشون فيما بقي من خرائب دورها وقصورها.

## عظمة المدينة

مسرح لبدة الكبرى

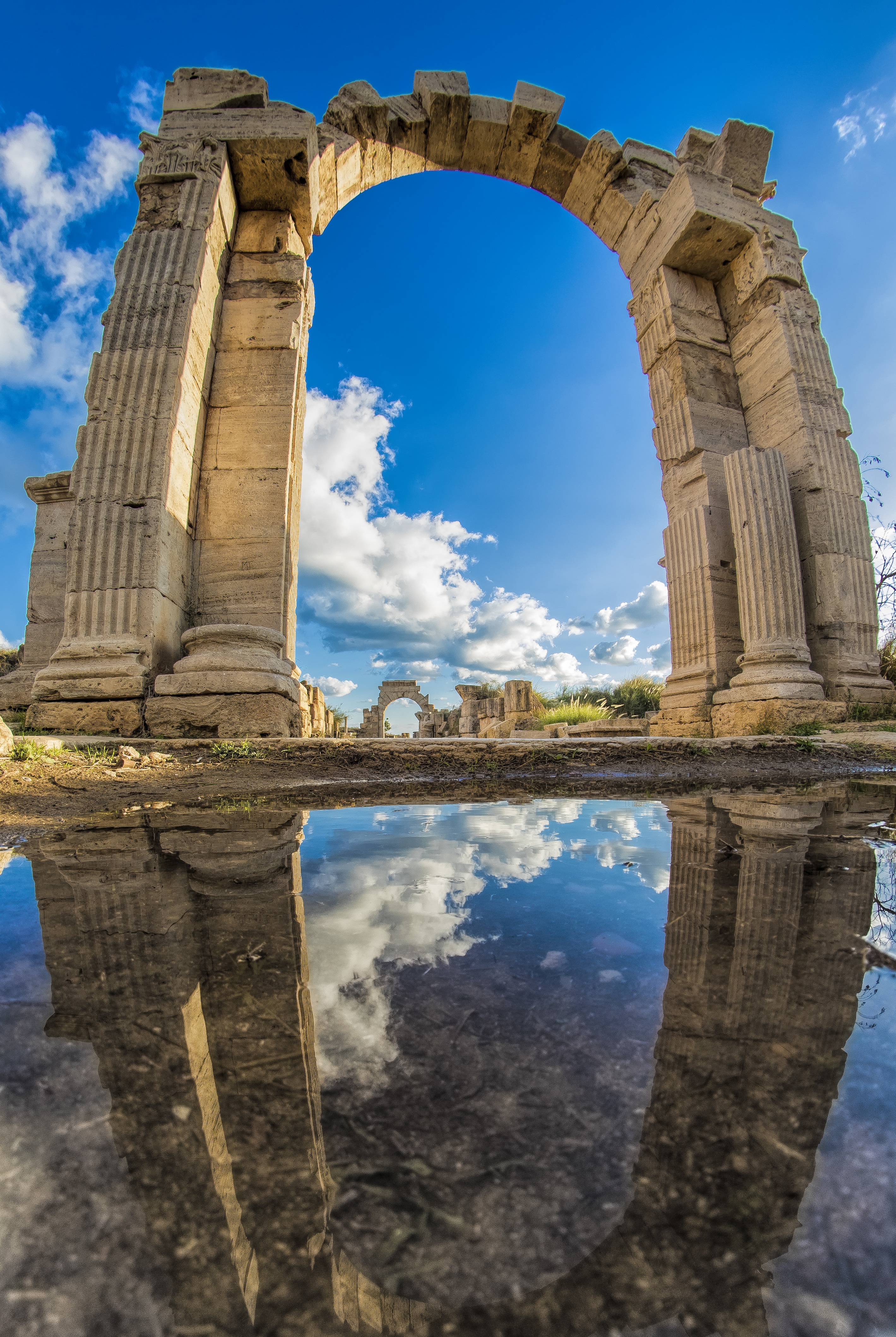
قوس تراجان في لبدة الكبرى

يتميز موقع المدينة بقربها من مناطق زراعية مهمة مثل مرتفعات الحسان الثلاث (ترهونة ونهر السنبس ووادي كعام). وللتدليل على مدى ثرائها وغناها، أن الإمبراطور الروماني يوليوس قيصر أنزل بها عقوبة لمساندتها لخصمه بومبيي الذي هزمه سنة 48 ق. م، بلغت ثلاثة ملايين رطل من زيت الزيتون سنوياً. وعلى الرغم من تلك الجزية المجحفة فقد ازدهرت مدينة لبده لتبلغ شأناً كبيراً في القرن الثاني الميلادي خاصة عندما اعتلى عرش الإمبراطورية الرومانية أحد أبنائها سيبتيموس سيفيروس (193 م- 211 م) الذي امتد حكم عائلته للإمبراطورية إلى سنة 235 م. وأثناء هذه الفترة شهدت مدينة لبده أكبر توسعاتها، حيث شيدت الساحة السويرية والإيوان السويري (البزيلكة) والشارع المعمد ونبع الحوريات وقوس النصر لسبتيموس سويروس ومنارة لبدة.
إن الميدان القديم وأطلال المعابد المحيطة به والمجاور للميناء، هو مركز المدينة قبل اتساعها في ولاية العهد الروماني، وفي هذه الأماكن نتتبع نمو المدينة واتساعها بالوقوف على التواريخ المتتالية التي أقيمت فيها المباني العامة الفخمة كمبنى السوق البونيقية (انشئ في عام 8 ق. م) والمسرح نصف الدائري (في السنة الأولى قبل الميلاد) ومبنى الكالكيديكوم في سنة (11م- 12م) ثم توالى إنشاء المباني الأخرى خلال القرن الأول والثاني الميلاديين، التي من بينها حمامات الإمبراطور هادريان (أقيمت بين عامي 126م- 127م) وجددت في عهد الإمبراطور سبتيموس سويروس.

## اكتشافات جديدة
قام فريق من الأثريين التابعين لجامعة هامبورغ الألمانية باستكشاف منطقة لبدة واعلنوا في شهر يونيو 2006 عن اكتشاف أرضية من الموزاييك طولها 30 قدم تعود إلى الفترة بين القرن الأول والثاني ميلادي. هذه القطع تبين محارب في معركة مع غزال و4 رجال يصارعون ثور بري على الأرض، ومصارع يسترخي على الأرض في حالة اعياء. هذه القطعة الجميلة تزيين حمام في فيلا رومانية. وهي معروضة حاليا بمتحف لبدة.

## وصلات خارجية
- جولة في أثار لبدة على يوتيوب
- جولة في أثار لبدة 2 على يوتيوب
- لبدة - ألبوم الصور- موقع المندوبية الدائمة للجماهيرية العربية الليبية لدى اليونسكو